# Dicranomyia recurvistyla
Dicranomyia recurvistyla är en tvåvingeart som först beskrevs av Alexander 1975.  Dicranomyia recurvistyla ingår i släktet Dicranomyia och familjen småharkrankar. Inga underarter finns listade i Catalogue of Life.